# Niasony

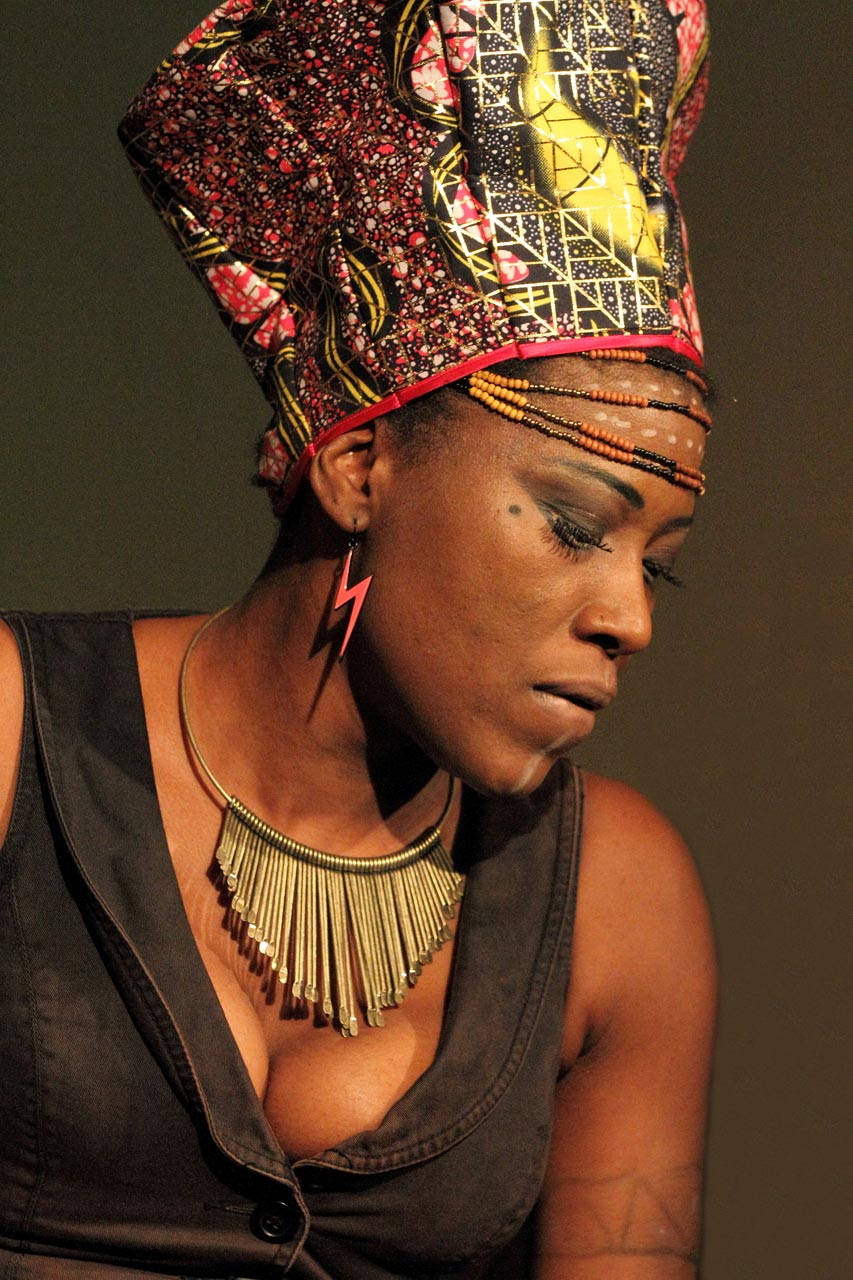
Niasony (2015)

Niasony (* 5. November 1973 als Alexandrine Severine Niasony Okomo in Brazzaville, Republik Kongo) ist eine in Düsseldorf lebende Sängerin. Ihre Musik ist den Genres Afro, Reggae, Afrobeat und Weltmusik zuzuordnen.

## Leben
Niasony kam mit 13 Jahren aus der Republik Kongo nach Deutschland. Dort zog sie zu ihrer Mutter nach Heiligenhaus, die sie im Alter von sieben Jahren mit ihrem älteren Bruder im Kongo zurückgelassen hatte. Mit 16 Jahren wurde sie als Model engagiert. Später machte sie eine Ausbildung zur Kosmetikerin und sang, tanzte und choreografierte in verschiedenen Projekten. 2007 wurde ihr Bruder, der erst im Alter von 19 Jahren nach Deutschland nachkommen konnte, abgeschoben. Um dies zu verarbeiten, begann sie, Musik zu machen.
Ihr Debütalbum Afroplastique wurde zum Teil durch Crowdfunding auf der Plattform Startnext finanziert. Die Texte sind allesamt in der kongolesischen Lingála-Sprache gesungen.

## Stil
Ihr Stil ist geprägt durch die Lingála-Sprache. Sie selbst bezeichnet ihren Musikstil als Afroplastique. Zitat: „Afro steht für meine Wurzeln und Plastique steht quasi für die große Armut auf meinem Kontinent. Denn auch meine ersten Schuhe waren Sandalen aus braunem Plastik, auf die ich sehr stolz war.“

## Diskografie
- 2011: Ponanini - Kongo Girl (Album „Metropol Cinema“ by Alien Café (Ufo Walter), Royal Flame Music/22D Music)
- 2013: Nasina - I know you (Single, recordJet)
- 2014: Afroplastique (Album, Membran / Sony Music)

## Rezension
- Das Video zu dem Lied Ponanini wurde auf der Musikmesse Frankfurt 2012 zu einem der besten Musikvideos gewählt.[5]
- Die CBC nennt sie in einem Atemzug mit Angélique Kidjo und zählt Niasony zu 5 neue Weltmusik Sängerinnen, die man hören sollte.[6]
- Für Moon Of The South ist sie der aufgehende Stern der Weltmusik, der Abeti Masikini, Papa Wemba und Lokua Kanza folgt.[7]
- JPC: […] Auf ihrem fantastischen Album „Afroplastique“, geht es in dreizehn sagenhaften Songs um Themen wie Waisenkinder (im hitverdächtigen Ohrwurm „Bana Ndeke“) und Hunger (dem Soukous-Soul von „Sokoto“), um Krieg und Frieden, Verzweiflung und Hoffnung. Ihre Themen (und ihr Blick) mögen zwar ernst sein, doch Niasonys Botschaft ist eindeutig positiv: „Es ist besser, im Regen zu tanzen, als auf die Sonne zu warten!“ Niasony liefert mit der fantastischen Klangverpackung, sowie ihrer sanften und sinnlichen Stimme, einzigartige und handgemachte Musik ab. „Afroplastique“ ist ein rundum hörenswertes Album geworden. […][8]
- Deutschlandfunk: […] „Afroplastique“ glänzt vor allem durch die flauschige Stimme von Niasony Okomo, wie die Dame mit vollem Namen heißt; es verführt mit wohlgesetztem Chorgesang, der klug platziert ist; und es überzeugt durch eine interessante Stilmischung, die sehr leicht beliebig geraten kann – aber nicht muss. […][9]
- NWZ: […] Viele Pluspunkte sammelt Niasony dabei nicht nur mit ihrer sämigen, sanften und sinnlichen Stimme sowie den sozialkritischen Texten (in ihrer Heimatsprache Lingala gesungen, mit englischer Übersetzung im Beiheft), sondern auch mit einer Klang-Verpackung, die jede Moralkeule, Frustpeitsche oder Larmoyanz vermissen lässt. „Es ist besser, im Regen zu tanzen, als auf die Sonne zu warten“, sagt die Künstlerin dazu. […][10]
- Piranha (Print-Ausgabe): […] Auf ihrem Debütalbum „Afroplastique“ präsentiert sie 13 vielschichtige Songs zwischen Pop, Afrobeat, Soukous und Reggae, denen sie mit ihrer dunklen Samtstimme eine einzigartige Atmosphäre verleiht. […][11]
- Fishbookletters: […] Auf „Afroplastique“ zündet Niasony eine ganze Breitseite von Stilrichtungen und Spielarten. Sie mixt klassische afrikanische und moderne Harmonien. Manchmal schiebt sich noch die Afrobeattypische Gitarre nach vorne, doch oft bekommen wir tolle mehrstimmige Gesangsparts zu hören, die einen mitnehmen und zeigen wie bunt die Musik aus dem Kongo und ganz Afrika ist. Auch das Cover ist ein Statement, guckt und doch eine offensichtlich sehr selbstbewusste junge Frau an, die Fordert. So wird auch hier mit dem Klischee des kriegerischen, augenrollenden und irgendwie dümmlichen „Negers“ gebrochen. Afrika erwacht endlich und Niasonys „Afroplastique“ ist sozusagen die Ouvertüre zu diesem seit langer Zeit überfälligen Schauspiel.[12]